# Condado de Brazeau
El condado de Brazeau es un distrito municipal canadiense situado en la provincia de Alberta.

## Superficie
Brazeau tiene una superficie de 3000,14 km².

## Demografía
En 2021, tenía 7179 habitantes, una densidad poblacional de 2,4 hab./km², y 3167 viviendas.